# Друзья и соседи
«Друзья́ и сосе́ди» (англ. Your Friends & Neighbors) — американский драматический телесериал Джонатана Троппера. В нём снялись Джон Хэмм, Оливия Манн, Аманда Пит, Марк Толлмен, Хун Ли, Лена Холл и Эйми Карреро. Премьера первых двух эпизодов состоялась на стриминговой платформе Apple TV+ 11 апреля 2025 года.
Сериал был продлён на второй сезон в ноябре 2024 года.

## Сюжет
Купп (Джон Хэмм), недавно разведённый менеджер хедж-фонда Нью-Йорка, после увольнения начинает совершать кражи из домов богачей в пригороде, чтобы поддерживать высокий уровень жизни своей семьи. Эти кражи воодушевляют его до того момента, пока он не решает ограбить не тот дом в не то время.

## В ролях

### Главные роли
- Джон Хэмм — Эндрю Купер
- Оливия Манн — Саманта Левит
- Аманда Пит — Мел Купер
- Марк Толлмен
- Хун Ли[англ.]
- Лена Холл
- Эйми Карреро
- Изабел Грэвитт
- Донован Колан

### Роли второго плана
- Сандрин Холт
- Корбин Бернсен
- Стефани Кертсуба

## Эпизоды
| № | Название                                                                  | Режиссёр       | Автор сценария               | Дата премьеры  |
| - | ------------------------------------------------------------------------- | -------------- | ---------------------------- | -------------- |
| 1 | «Вот как бывает» «This Is What Happens»                                   | Крейг Гиллеспи | Джонатан Троппер             | 11 апреля 2025 |
| 2 | «Ровно» «Deuce»                                                           | Крейг Гиллеспи | Джонатан Троппер             | 11 апреля 2025 |
| 3 | «Теоретический герпес» «Theoretical Herpes»                               | Грег Яйтанс    | Джонатан Троппер             | 18 апреля 2025 |
| 4 | «Настоящие драконы» «Literal Dragons»                                     | Грег Яйтанс    | Джейми Розенгард             | 25 апреля 2025 |
| 5 | «У туриста есть яйца» «This Tourist Has Balls»                            | Грег Яйтанс    | Эван Эндикотт, Джош Стоддард | 2 мая 2025     |
| 6 | «То, что ты потерял по пути» «The Things You Lost Along the Way»          | Стефани Лэнг   | Дженнифер Йейл               | 9 мая 2025     |
| 7 | «Первый честный поступок» «The First Honest Thing»                        | Стефани Лэнг   | Даниэлль Дипаоло             | 16 мая 2025    |
| 8 | «Когда мы стали такими?» «When Did We Become These People?»               | Стефани Лэнг   | Брайан Паркер                | 23 мая 2025    |
| 9 | «Всё становится символом и иронией» «Everything Becomes Symbol and Irony» | TBA            | Джонатан Троппер             | 30 мая 2025    |

## Производство
В декабре 2023 года стало известно, что Джон Хэмм сыграет одну из главных ролей, а также станет исполнительным продюсером в новом телесериале Джонатана Троппера. Производством сериала занимается компания Apple Studios. Оливия Манн присоединилась к актёрскому составу в феврале 2024 года. В марте стало известно, что в сериале также снимутся Аманда Пит, Марк Толлмен, Хун Ли и Лена Холл, а Крейг Гиллеспи, Грег Яйтанс и Стефани Лэнг станут режиссёрами эпизодов. В апреле 2024 года на роли в сериале были утверждены Эйми Карреро, Изабел Грэвитт и Донован Колан. Сандрин Холт и Корбин Бернсен сыграют роли второго плана.
Производство телесериала началось в апреле 2024 года. Премьера первых двух эпизодов состоялась на стриминговой платформе Apple TV+ 11 апреля 2025 года.

## Восприятие
На сайте-агрегаторе рецензий Rotten Tomatoes рейтинг сериала составляет 81 % на основании 47 рецензий критиков со средней оценкой 6,9 из 10 и обладает «сертификатом свежести».
На сайте-агрегаторе Metacritic рейтинг сериала составляет 61 балл из 100 возможных на основании 23 рецензий критиков, что соответствует «в целом благоприятным» отзывам.